# Thiago (ur. 1997)
Thiago, właśc. Thiago Rodrigues de Souza (ur. 18 marca 1997 w Campo Grande) – brazylijski piłkarz występujący na pozycji pomocnika w Cracovii II .

## Sukcesy
Cracovia
- Puchar Polski: 2019/20